# Gotita de gente
Gotita de gente (lit. Gotinha de Gente) é uma telenovela mexicana produzida por Valentín Pimstein para a Televisa exibida pelo El Canal de las Estrellas entre 28 de abril e 8 de setembro de 1978.
É um remake da novela brasileira Pingo de Gente, de 1971, de Raymundo López.
Foi protagonizada por Graciela Mauri, Liliana Abud e Jorge Ortiz de Pinedo, com atuação antagônica de Alicia Rodríguez. 
Foi a primeira mini telenovela semanal exibida nas sextas feiras às 17:30.

## Sinopse
A pequena Ana María é tirada a poucos dias de nascer dos braços de sua mãe Martha, uma jovem de sociedade, e é levada a um orfanato na cidade de San Juan del Río. Nove anos depois, a menina, cansada dos maus tratos que recebeu no lugar, foge se esconde em um caminhão que a leva para a Cidade do México, a uma vila, onde vive o jovem Juan Bautista Martínez, que a encontra dormindo na intempérie. Juan a leva a sua casa para que durma num lugar mais confortável. Na manhã seguinte quando Ana María desperta, e temerosa de ter que voltar ao orfanato, lhe diz a todos os vizinhos que Juan é seu pai. Ele no principio nega, mas dada a pressão de seus vizinhos, decide ceder. Ele a leva a uma delegacia, mas não consegue solucionar o problema, por isso decide ficar com a menina uns dias até que lhe deem uma solução favorável. Mas Juan Bautista começa a simpatizar com a menina e ela com ele. Porém Sofía, uma vizinha maliciosa que está apaixonada por Juan, avisa a uma trabalhadora social para que se faça cargo do caso. Esta resulta ser Martha, a verdadeira mãe de Ana María. Sem saber o vínculo que as une, Martha também simpatiza com a menina e quer ficar com ela, em parte também para suprir o vazio que lhe produz não ter a sua filha junto a ela. Mas Juan Bautista não quer deixar a menina e crava uma batalha legal para brigar por sua custodia, sem suspeitar que terminará se apaixonado por Martha e ela lhe corresponderá.

## Elenco
- Graciela Mauri - Ana María
- Liliana Abud - Martha Rivera Valdés
- Jorge Ortiz de Pinedo - Juan Bautista Martínez
- Alicia Rodríguez - Doña Margarita
- Raúl Padilla - Tacho
- Mercedes Pascual - Doña Carlota
- Leticia Perdigón - Sofía
- Martha Ofelia Galindo - Teresa
- Juan Verduzco - Eugenio
- Sergio Ramos "El Comanche" - Clodomiro
- Estela Chacón - Irmã Marcela
- Jorge Mateos - José
- Rafael del Río - Flavio

## Versões
- Gotita de gente está baseada na telenovela brasileira Pingo de gente, escrita por Raimundo López, dirigida por José Luis Pinho e produzida pela TV Record em 1971.

- Em 1998 Televisa se realizou outra versão, chamada Gotita de amor produzida por Nicandro Díaz, dirigida por Karina Duprez e Arturo García Tenorio e protagonizada por Laura Flores, Alex Ibarra e Andrea Lagunes.